# Verhnodrahunske, Kuibîșeve
Verhnodrahunske (în ucraineană Верхньодрагунське) este un sat în comuna Zrazkove din raionul Kuibîșeve, regiunea Zaporijjea, Ucraina.

## Demografie
Componența lingvistică a localității Verhnodrahunske
     Ucraineană (100%)
Conform recensământului din 2001, toată populația localității Verhnodrahunske era vorbitoare de ucraineană (100%).